# Samaneh Sheshpari
Samaneh Sheshpari (1 de septiembre de 1987) es una deportista iraní que compitió en taekwondo. Ganó una medalla de bronce en los Juegos Asiáticos de 2010, y dos medallas de plata en el Campeonato Asiático de Taekwondo en los años 2010 y 2012.

## Palmarés internacional
| Juegos Asiáticos    | Juegos Asiáticos             | Juegos Asiáticos  | Juegos Asiáticos |
| Año                 | Lugar                        | Medalla           | Categoría        |
| ------------------- | ---------------------------- | ----------------- | ---------------- |
| 2010                | Cantón (China)               | Medalla de bronce | –53 kg           |
| Campeonato Asiático |                              |                   |                  |
| Año                 | Lugar                        | Medalla           | Categoría        |
| 2010                | Astaná (Kazajistán)          | Medalla de plata  | –53 kg           |
| 2012                | Ciudad Ho Chi Minh (Vietnam) | Medalla de plata  | –53 kg           |